# Gamma2 Fornacis
Pour les articles homonymes, voir Gamma Fornacis.
Désignations
Gamma2 Fornacis (γ2 For / γ2 Fornacis) est une étoile blanche de la constellation australe du Fourneau. D'une magnitude apparente de 5,38, elle est visible à l'œil nu sous un bon ciel. D'après la mesure de sa parallaxe annuelle par le satellite Gaia, elle est distante d'environ environ 158 pc (∼515 al) du Soleil ; elle s'en éloigne à une vitesse radiale de +24 km/s.
Gamma2 Fornacis est une étoile blanche de la séquence principale de type spectral A1 V. Elle est 2,4 fois plus massive que le Soleil et son rayon est 4,5 fois plus grand que le rayon solaire. L'étoile est 120 fois plus lumineuse que le Soleil et sa température de surface est de 9 000 K. En comparant ses propriétés avec des modèles théoriques, on en déduit qu'elle est âgée d'environ 400 millions d'années. Gamma2 Fornacis tourne rapidement sur elle-même à une vitesse de rotation projetée de 149 km/s.
Gamma1 Fornacis est une étoile géante orangée de sixième magnitude située à quatre degrés au nord.